# Contea di Burke (Dakota del Nord)
La contea di Burke (in inglese Burke County) è una contea del Dakota del Nord, USA. Al censimento del 2000 la popolazione era di 2.242 abitanti. Il suo capoluogo è Bowbells.

## Geografia fisica
L'U.S. Census Bureau certifica che l'estensione della contea è di 2.924 km², di cui il 2,28% è composto d'acqua.
La contea si trova nel nord-ovest dello Stato, al confine con il Canada. I fiumi principali sono il Des Lacs e il White Earth. Si tratta di un territorio semi-arido e collinare.

### Contee e divisioni amministrative confinanti
- Divisione No. 1 (Saskatchewan, Canada) - nord
- Contea di Renville - nord-est
- Contea di Ward - sud-est
- Contea di Mountrail - sud
- Contea di Williams - sud-ovest
- Contea di Divide - ovest

## Storia
Originariamente l'area era inclusa nella Contea Imperiale di Ward fino al 1910, quando quest'ultima venne suddivisa in quattro contee: Ward, Burke, Mountrail e Renville. Il nome deriva dal governatore John Burke, sotto la cui amministrazione fu organizzata la contea.

## Città

### Cities
- Bowbells (capoluogo)
- Columbus
- Flaxton
- Lignite
- Portal
- Powers Lake

Larson è un census-designated place.

## Strade principali
- U.S. Highway 52
- North Dakota Highway 5
- North Dakota Highway 8
- North Dakota Highway 40
- North Dakota Highway 50

## Società

### Evoluzione demografica

Situazione demografica

Abitanti censiti